# Silnice II/567
Silnice II/567 je silnice II. třídy, která vede ze Rtyně v Podkrkonoší do Hronova. Je dlouhá 9 km. Prochází jedním krajem a dvěma okresy.

## Vedení silnice

### Královéhradecký kraj, okres Trutnov
- Rtyně v Podkrkonoší (křiž. I/14)

### Královéhradecký kraj, okres Náchod
- Horní Kostelec (křiž. III/5671, III/5672, III/30118)
- Zbečník
- Hronov (křiž. II/303)